# Protaetia niveoguttata
Protaetia niveoguttata es una especie de escarabajo del género Protaetia, familia Scarabaeidae. Fue descrita científicamente por Janson en 1876.
Habita en Tailandia, Laos y Camboya.